# Dekanat Lanzenkirchen
Dekanat Lanzenkirchen – jeden z 17 dekanatów rzymskokatolickich wchodzących w skład wikariatu Unter dem Wienerwald archidiecezji wiedeńskiej w Austrii. W jego skład wchodzi 7 parafii. 

## Lista parafii
| Lp. | Miejscowość               | Parafia                                        | Kościół                                                      | Grafika |
| --- | ------------------------- | ---------------------------------------------- | ------------------------------------------------------------ | ------- |
| 1   | Bad Erlach                | Parafia św. Antoniego Padewskiego              | Kościół św. Antoniego Padewskiego w Bad Erlach               |         |
| 2   | Hochwolkersdorf           | Parafia św. Wawrzyńca                          | Kościół św. Wawrzyńca w Hochwolkersdorf                      |         |
| 3   | Katzelsdorf an der Leitha | Parafia św. Radegundisa                        | Kościół św. Radegundisa w Katzelsdorf an der Leitha          |         |
| 4   | Lanzenkirchen             | Parafia św. Mikołaja                           | Kościół św. Mikołaja w Lanzenkirchen                         |         |
| 5   | Schwarzau am Steinfeld    | Parafia w Schwarzau am Steinfeld               | Kościół w Schwarzau am Steinfeld                             |         |
| 6   | Schwarzenbach             | Parafia św. Bartłomieja                        | Kościół św. Bartłomieja w Schwarzenbach                      |         |
| 7   | Walpersbach               | Parafia Wniebowzięcia Najświętszej Maryi Panny | Kościół Wniebowzięcia Najświętszej Maryi Panny w Walpersbach |         |